# Wybory do Parlamentu Europejskiego w Estonii w 2014 roku
Wybory do Parlamentu Europejskiego w Estonii w 2014 roku odbyły się w niedzielę 25 maja. Miały na celu wybór sześciu estońskich przedstawicieli w Parlamencie Europejskim.
Frekwencja w wyborach wyniosła 36,52% – najwyższa była w Tallinnie (44,03%), najniższa w Põlvamaa – 29,39%.
Najwięcej głosów w wyborach uzyskały dwie partie zrzeszone w Porozumieniu Liberałów i Demokratów na rzecz Europy: Estońska Partia Reform (24,3%, 2 mandaty) oraz Estońska Partia Centrum (22,4%, 1 mandat). Centroprawicowa Isamaa ja Res Publica Liit otrzymał 13,9% głosów i 1 mandat, zaś Partia Socjaldemokratyczna 13,6% głosów i 1 miejsce w Parlamencie Europejskim. Na kandydata niezależnego Indreka Taranda padło 13,2% głosów, dzięki czemu uzyskał on reelekcję. Konserwatywna Partia Ludowa Estonii otrzymała 4,0% głosów i nie uzyskała prawa do udziału w podziale mandatów. Mandatów nie zdobyły również inne partie (w tym Estońska Partia Zielonych) ani kandydaci niezależni (m.in. Silver Meikar, Kristiina Ojuland i Olga Sõtnik).

## Wyniki wyborów
| Lista wyborcza                       | Głosy   | %    | Mandaty | Zmiana |
| ------------------------------------ | ------- | ---- | ------- | ------ |
| Partia Reform                        | 79 849  | 24,3 | 2       | +1     |
| Partia Centrum                       | 73 419  | 22,4 | 1       | −1     |
| Isamaa ja Res Publica Liit           | 45 765  | 13,9 | 1       | –      |
| Partia Socjaldemokratyczna           | 44 550  | 13,6 | 1       | –      |
| Indrek Tarand (niezależny)           | 43 369  | 13,2 | 1       | –      |
| Estońska Konserwatywna Partia Ludowa | 13 247  | 4,0  | 0       | –      |
| Tanel Talve (niezależny)             | 10 073  | 3,1  | 0       | –      |
| Silver Meikar (niezależny)           | 6018    | 1,8  | 0       | –      |
| Estońska Partia Niepodległości       | 4158    | 1,3  | 0       | –      |
| Pozostali                            | 8045    | 2,5  | 0       | –      |
| Razem                                | 328 493 | 100  | 6       | –      |